# Астраханская телебашня
Астраханская телебашня — телебашня в городе Астрахани типового проекта 3803 KM. Используется для эфирного цифрового и аналогового телевизионного и радиовещания. Собственность Астраханского ОРТПЦ. Представляет собой свободностоящую стальную башню высотой 180 метров, обеспечивающую радиовидимость около 60 км.

## Строительство
В 1956 году астраханский телецентр размещался в комнатушке на колокольне кремля. Мощность передающего оборудования составляла 1 кВт.
В 1957 году на улице Ляхова началось строительство Астраханского телевизионного центра, а 30 июня 1961 года подписан акт ввода в эксплуатацию. 
Высота башни 180 метров, 4 бетонные опоры уходят в землю на 8 метров. Ствол башни с отметки 0 м до отметки 155 м представляет собой четырёхгранную решётчатую пирамиду с базой в основании 20×20 м с переломом поясов на отметках 32 м и 64 м, с отметки 155 м до отметки 180 м ствол представляет собой четырёхгранную решетчатую призму с базой 1,75×1,75 м. На верхней площадке башни установлен шпиль высотой 5 метров, на котором размещаются антенны, передающие сигнал первого и второго мультиплексов. Оборудование телецентра размещено в небольшом двухэтажном здании рядом с телебашней.
В 2010 году на Астраханской телебашне была установлена архитектурно-художественная подсветка, которую в начале 2020 года было решено демонтировать.

## Оснащение
Цифровую трансляцию обеспечивает два передатчика мощностью 5 кВт. В зону охвата передатчика входит административный центр Астраханской области и прилегающие районы.
В ночное время суток на башне включаются светодиодные светильники, установленные на самой башне, для обеспечения безопасного воздушного движения.
Секции башни попеременно выкрашены в красный и белый цвета, обновлять окрашивание башни необходимо каждые 5 лет.

## Галерея

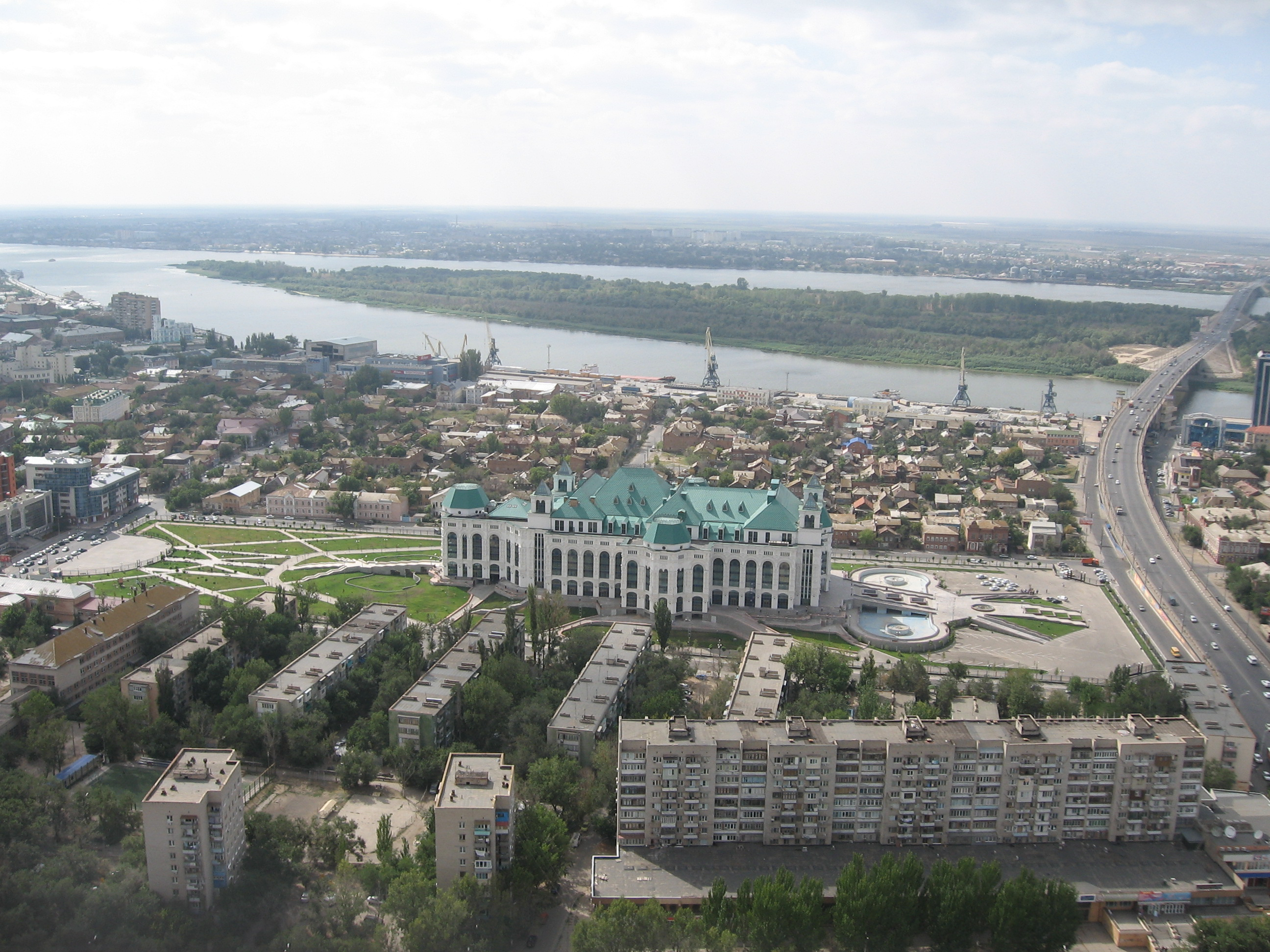
Вид с телебашни в Астрахани
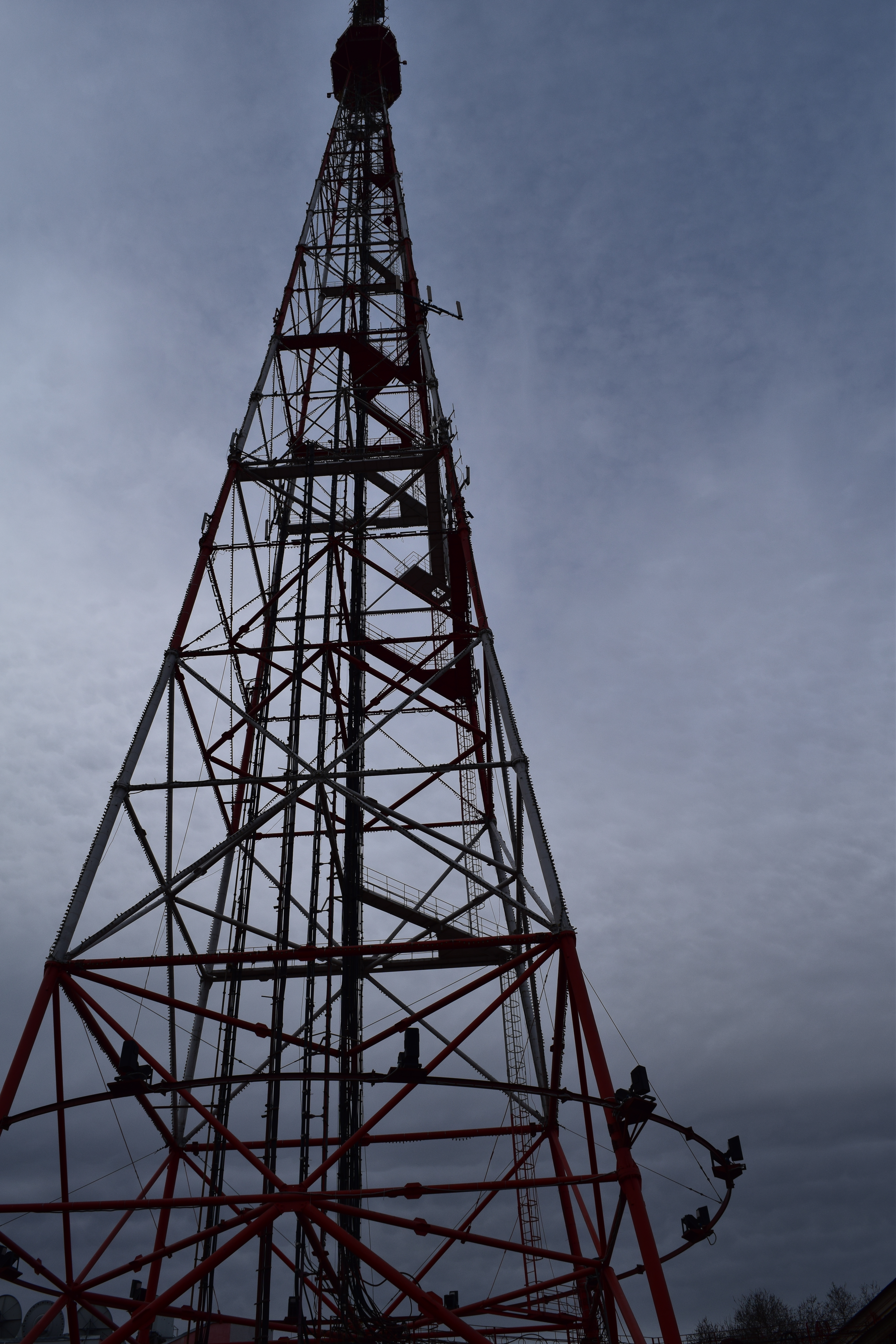
Телебашня в Астрахани
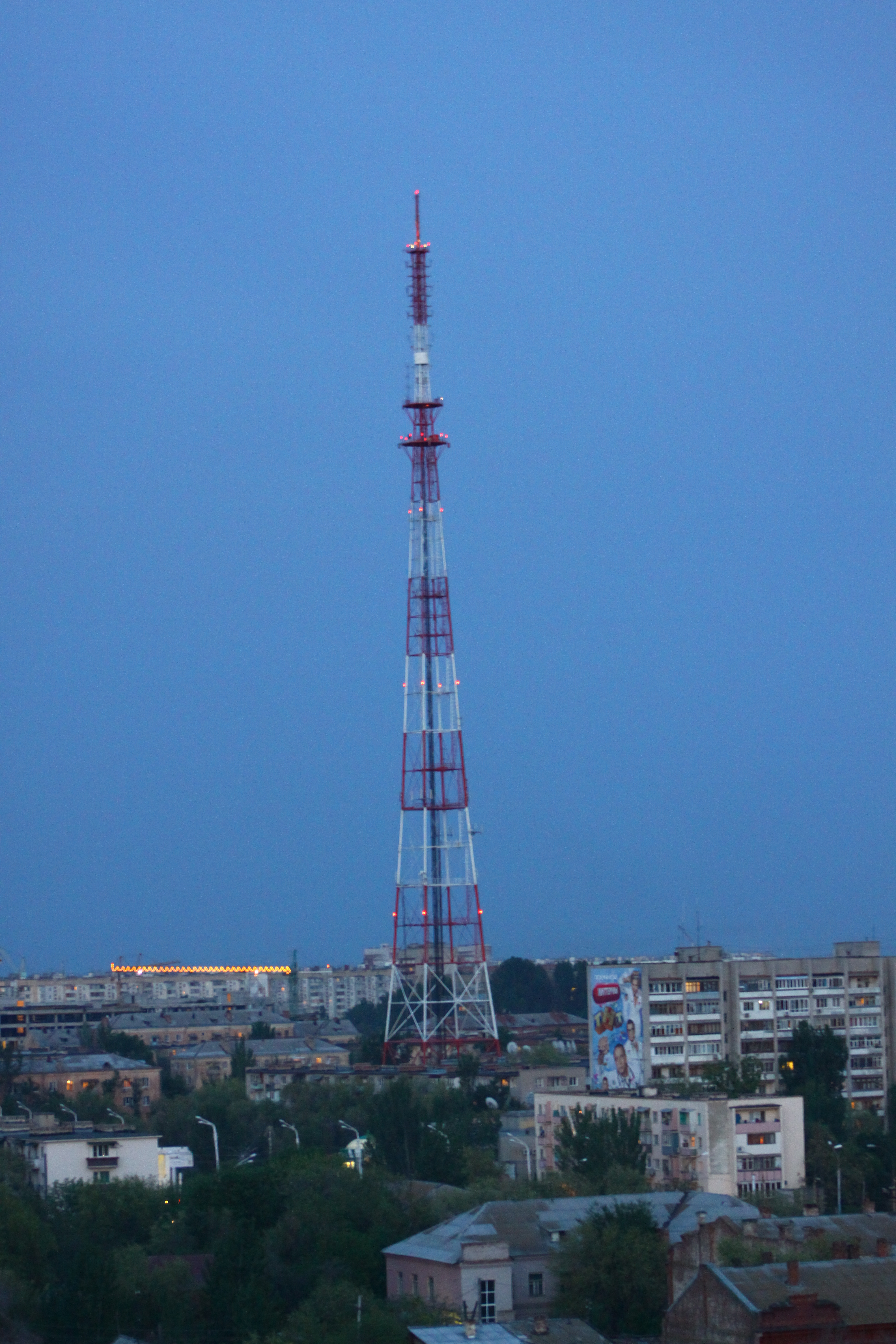
Вид телебашни из города
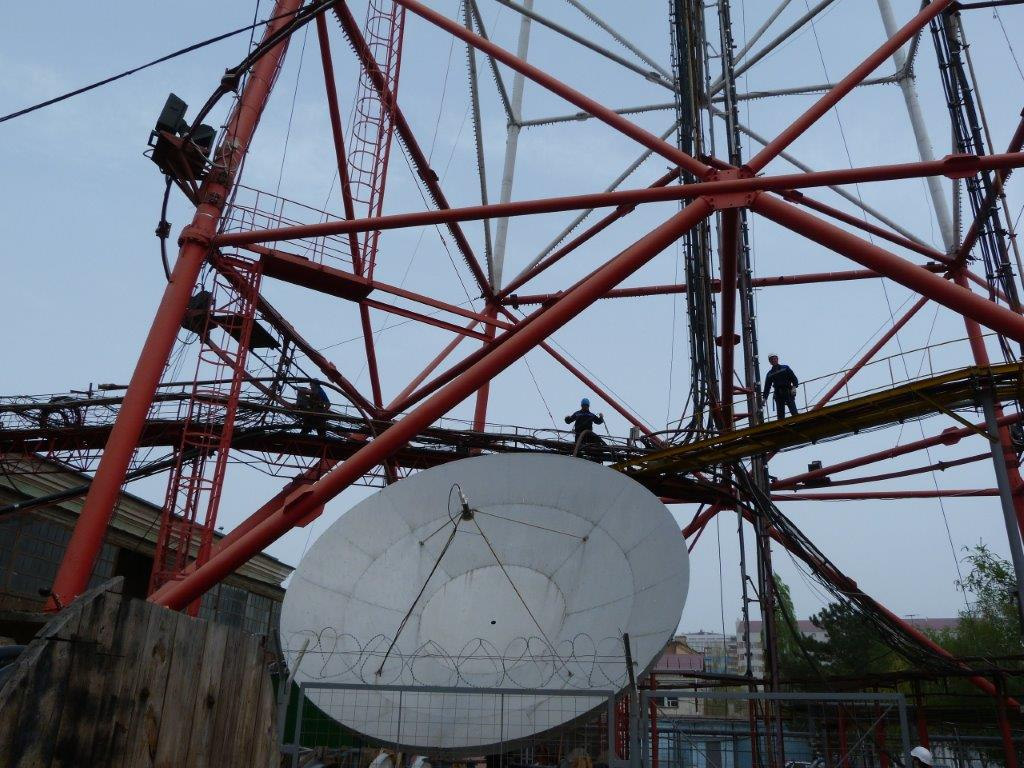
Инженеры проводят монтажные работы на телебашне
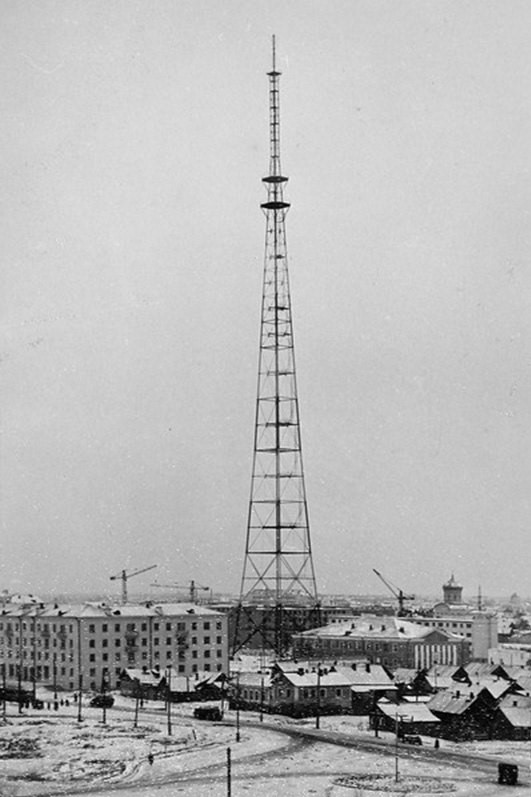
Астраханская телебашня в 1960-х годах